# Cigarettes and Valentines
Cigarettes and Valentines er et u-udgivet studiealbum af det amerikanske punkrockband Green Day. Albummet skulle have været en opfølgning til Warning (2000). I november 2002 var albummet næsten færdigt, da masterindspilningerne af 20 numre på mystisk vis blev stjålet fra studiet. I stedet for at genindspillet albummet besluttede bandet at starte helt for fra, hvilket ledte til konceptalbummet American Idiot (2004).
I et interview med NME i den 18. november 2016, udtalte Armstrong og Dirnt, at de havde fået genskaffet materialet, og at masterbåndene blev brugt til nye sange. Der var dog fortsat ingen planer om at udgive albummet i januar 2018.